# Robert Merton
Robert Carhart Merton (n. 31 iulie 1944, New York City, New York, SUA) este un economist american, laureat al Premiului Nobel pentru economie (1997).